# برودريك بيركنز
برودريك بيركنز (بالإنجليزية: Broderick Perkins)‏ هو لاعب كرة قاعدة أمريكي، ولد في 23 نوفمبر 1954 في بيتسبورغ في الولايات المتحدة.

## وصلات خارجية
- برودريك بيركنز على موقعبيزبول رفرنس.كوم (الدوري الرئيسي) (الإنجليزية)
- برودريك بيركنز على موقعبيزبول رفرنس.كوم (الدوري الثانوي) (الإنجليزية)